# Рутенийдигаллий
Рутенийдигаллий — бинарное неорганическое соединение, интерметаллид
рутения и галлия
с формулой Ga2Ru,
кристаллы.

## Получение
- Сплавление стехиометрических количеств чистых веществ:

{\displaystyle {\mathsf {Ru+2Ga\ {\xrightarrow {1000^{o}C}}\ Ga_{2}Ru}}}

## Физические свойства
Рутенийдигаллий образует кристаллы
ромбической сингонии, пространственная группа F ddd, параметры ячейки a = 0,81903 нм, b = 0,47466 нм, c = 0,87119 нм, Z = 8,
структура типа дисилицида титана TiSi2
.
Соединение является полупроводником.